# Schloss Brombach

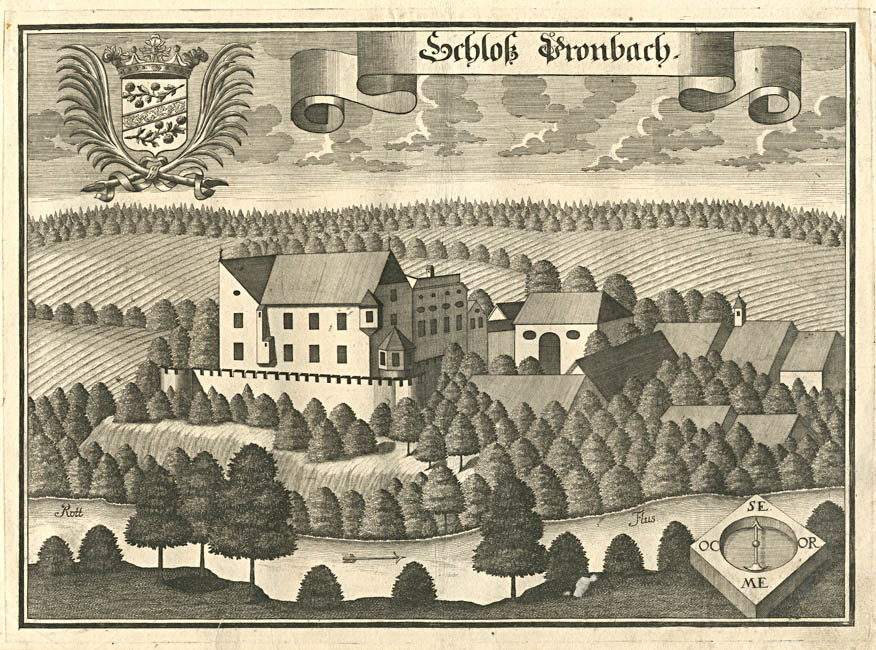
Schloss Brombach nach einem Stich von Michael Wening von 1721

Das abgegangene Schloss Brombach lag in dem gleichnamigen niederbayerischen Gemeindeteil Brombach von Bad Birnbach im Landkreis Rottal-Inn von Bayern. Die Anlage wird als Bodendenkmal unter der Aktennummer D-2-7544-0105 im Bayernatlas als „Untertägige spätmittelalterliche und frühneuzeitliche Befunde und Funde im Bereich des abgegangenen Schlosses Brombach und seines hochmittelalterlichen Vorgängerbaus“ geführt.

## Geschichte
Um 1130 wird Brombach als der Sitz eines Adelsgeschlechts genannt. Als Hofmark ist Brombach 1494–1599 in der Hand der Familie Siegersdorfer. 1599 verkauft Antonio Siegersdorfer, Pfleger zu Dietfurt, Hofmark und Schloss an Wolf Ernreich von Püring zu Sigharting. 1603 oder 1604 fiel der Besitz nach dem Tod des Wolf Ernreich († 8. Oktober 1603/04) an dessen Bruder Hans Carl. Nach dessen Ableben erbten seine Söhne Hans Ulrich und Georg Ernreich die Lehen. Nach dem Tod des Hans Ulrich (1610 – 13. Januar 1632), Freiherr zu Püring, ging die Nutzung auf seinen Bruder Georg Ernreich über. Diese war Jesuit und somit auch letzter der Familie der Püringer. Obwohl das Lehen nach dessen Tod an den Herzog von Bayern zurückfallen hätte müssen, wurde dem Rektor des Jesuitenkollegs zu Ingolstadt, Johann Glickhen, durch den Kurfürsten Maximilian I. erlaubt, die Hofmark Brombach als Mannritterlehen an einen weltlichen Lehensmann weiter zu verkaufen. Als solcher wurde Martin Pekh, Stadtrichter zu Passau gefunden. Da dieser nicht rittermäßig war, erging zuerst ein Resolutionsbefehl in der Art, dass man lieber einen Adligen als Käufer gesehen hätte. Dennoch erhielt der Käufer im Januar 1643 den Lehensbrief. Da Martin Pekh ohne männliche Erben 1645 starb, kam das Lehen aufgrund eines Gnadenbiefes an seine beiden minderjährigen Töchter Maria Barbara und Maria Rosina. Als Lehensträger fungierte Hans Georg von Hienheim, genannt der Elsenberger, der damals auch im Besitz von Schloss Baumgarten war. 1667 erhielt Georg Wilhelm Molzer, Passauischer Hof- und Kammerrat und Gemahl der Maria Barbara Pekh das Lehen, auch für seine Descendenten. Nach dessen Tod († 1682) fiel Brombach an seinen Sohn Johann Romanus Molzer.
Am 11. Juni 1709 erhielt Johann Bernhard Goder zu Walchsing Brombach, er hatte die Hofmark mit landesfürstlicher Zustimmung dem Vorbesitzer abgekauft. 1716 ist Brombach in den Händen der Brüder Adam Franz Xaver und Franz Joseph Antoni von Goder zu Walchsing und Kriestorf. Nach dem Ableben des Franz Joseph Antoni, der Geistlicher war, erhielt Adam Franz Xaver 1737 das ganze Lehen. 1778 ist Johann Nepomuk Goder, Ritter des Sankt-Georgs-Ordens, der Hofmark Postmünster und der Sitze  Afterhausen, Hofstetten und Eitting, auch Brombach. Nach seinem Ableben († 1. März 1789) ging das Lehen zuerst an den Landesherrn, am 16. August 1790 aber an Anna Violanda Reichsfreifrau von Dachsberg, geborene Gräfin von Goder. Brombach wurde als Godersches Allodialgut den Graf Goderschen Besitzungen einverleibt. Da Anna Violanda bereits am 9. August 1792 starb, traten ihre Töchter Maria Anna von Herold und Maria Josepha Reichsgräfin zu Lamberg und nach einem Vergleich vom 3. September 1799 allein an die Reichsgräfin Maria Josepha das Erbe in Brombach an. 1817 kam Brombach Freifrau von Hofmiller und im folgenden Jahr an die Freifrau Venningen, geborene Freiin von Dalberg.

## Das abgegangene Schloss Brombach
Das Schloss Brombach wurde seit 1522 nicht mehr von den adeligen Hofmarksherren bewohnt, sondern dem jeweiligen Hofbauerbesitzer überlassen und deshalb landwirtschaftlich genutzt. Deswegen wurde der Bau entsprechend heruntergewirtschaftet und schließlich abgebrochen.
Von dem Schloss Brombach ist heute nichts mehr vorhanden. Erhalten ist noch die aus dem 14. Jahrhundert stammende ehemalige Schlosskapelle. Diese wurde im 18. Jahrhundert verändert und erhielt eine barocke Ausstattung. Als Nebenkirche St. Jakobus der Ältere gehört sie heute zur Pfarrei Hirschbach.